# Chantefable
La chantefable est un genre littéraire qui fait surtout partie de la littérature du Moyen Âge. Ce genre consiste en un « jeu dramatique » qui alterne des parties chantées en vers et d'autres narratives en prose, intermédiaire entre la chanson de geste et le roman en prose. Le mot chantefable n'est pas attesté ailleurs que dans la seule chantefable que nous connaissions, Aucassin et Nicolette, composée à la fin du XIIe siècle ou au début du XIIIe siècle, et semble être une création de son auteur,. Il a été repris au XXe siècle dans des acceptions un peu différentes, comme synonyme de « poème lyrique » ou de « fabulette pour enfants », proche des comptines, et pouvant se chanter sur n'importe quel air.

## La structure de la chantefable
La chantefable joue sur tous les possibles narratifs avec des variations de tons et de registres.  
Le trouvère faisait le premier rôle et récitait à voix haute et sonore l'histoire ou la fable en prose qui est précédée par ces mots : « on dit, on conte, on fabloye ». Ce qui est en vers, précédé des mots « on chante » était mis en musique. Cette partie se chantait sans doute par le reste de la troupe, accompagnée d'instruments de musique. 

### La partie parlée
L’adjectif «parlé» désigne celui qui se réalise par la parole. Son emploi dans la chantefable s’accompagne de reprises qui permettent de mieux mémoriser le texte. Comme le souligne l'usage de formules clés «or dient et content et fabloient», le conteur dispose d'une grande liberté pour dire le texte.  La partie parlée permet de faire avancer l'histoire du récit.  

### La partie chantée
L'adjectif «chanté» désigne l'émission des sons musicaux par la voix humaine. Ici la partie chantée est marquée par l’intention et le respect général d’un rythme et d’une rime. L'interprétation orale semble donc être primordiale dans la chantefable, renforcée par le verbe "écoutez" qui apparaît à plusieurs reprises dans le texte. Le chant crée ainsi une ambiance poétique, notamment par les évènements fantastiques auxquels il fait allusion.